# Reptynub
Reptynub (fl. XXV secolo a.C.) è stata una regina egizia della V dinastia.
Fu la consorte del faraone Niuserra, e forse la madre del futuro re Menkauhor (qualora quest'ultimo fosse figlio di Niuserra). Reptynub è comunemente identificata come moglie di Niuserra a partire dal ritrovamento di un frammento di una sua statua nel Tempio funerario di questo sovrano. Una piccola piramide costruita accanto a quella di Niuserra, ad Abusir, appartenne forse a questa regina.   
Frammenti di una statua di questa regina furono rinvenuti anche nella tomba del visir Ptahshepses e sua moglie, la principessa Khamerernebti: benché il reperto non abbia restituito alcun nome, è comunemente attribuito a Reptynub. Potrebbe essere la madre della principessa Reputnebti, menzionata su un blocco calcareo nel complesso funerario della regina Khentkaus II.  